# Fubá
Fubá (del kimbundu fuba, "harina") es una harina fina hecha con maíz o arroz molido, muy usada en la cocina. En su versión de harina de maíz es muy utilizado para hacer pasteles (siendo el pastel de fuba un dulce típico de las Fiestas Juninas en Brasil) y angu.
Fue introducido en Brasil por los portugueses, pero pasó a ser utilizado más intensamente en el siglo XVIII por troperos, muchas veces sustituyendo a la harina de yuca.